# ヴァージン・ギャラクティックの打ち上げ一覧
スペースシップワン
宇宙からの帰還後のスペースシップワン、2004年6月
- 用途：スペースプレーン
- 設計者：バート・ルータン
- 製造者：スケールド・コンポジッツ
- 運用者：モハーヴェ・エアロスペース・ベンチャーズ
- 初飛行：2003年5月20日
- 生産数：1
- 退役：2004年10月4日
- 運用状況：退役

スペースシップツー
スペースシップツーと母機ホワイトナイトツー
- 用途：旅客スペースプレーン
- 製造者：スケールド・コンポジッツ
スペースシップ・カンパニー
- 運用者：ヴァージン・ギャラクティック
- 初飛行：2010年10月10日（滑空飛行）
2013年4月29日（動力飛行）
2018年12月12日（宇宙飛行）
- 生産数：2
- 生産開始：2009年12月7日（1号機のロールアウト）
- 退役：2024年6月8日
- 運用状況：退役

VSSエンタープライズ（N339SS）
母機ホワイトナイトツー「VMSイヴ」に取り付けられたスペースプレーン「スペースシップツー」の1号機VSSエンタープライズ
- 用途：旅客スペースプレーン
- 製造者：スケールド・コンポジッツ
- 運用者：ヴァージン・ギャラクティック
- 初飛行：2010年10月10日（有人滑空飛行）
2013年4月29日（動力飛行）
- 生産数：1
- 生産開始：2009年12月7日
- 運用状況：破壊
2014年10月31日に墜落

VSS Unity
公開されたヴァージンギャラクティック スペースシップツー Unity, カリフォルニア州モハーヴェ FAITH格納庫（2016年2月19日）
- 用途：スペースプレーン
- 製造者：スペースシップ・カンパニー
- 運用者：ヴァージン・ギャラクティック
- 初飛行：  - 2016年9月8日[1] 
 （搬送飛行）
  - 2016年12月3日
 （滑空）
  - 2018年4月5日 
 （動力飛行）
  - 2018年12月13日 
 (弾道飛行)
- 退役：2024年6月8日
- 運用状況：退役[2]

スペースシップ III
- 用途：スペースプレーン
- 製造者：スペースシップ・カンパニー
- 運用者：ヴァージン・ギャラクティック
- 生産数：1
- 運用状況：開発中止[3]

ヴァージン・ギャラクティックの打ち上げ一覧では、2003年以来のヴァージン・ギャラクティック社のロケットや宇宙船の打ち上げの一覧を記す。

## ヴァージン・ギャラクティックの打ち上げ
スペースシップワンからはじまるヴァージン・ギャラクティックの一連の機体はスペースシャトルなどの軌道宇宙機よりもX-15と近しいものがある。宇宙機を軌道速度まで加速するためには、マッハ3までと比べて60倍のエネルギーを必要とする。また、再突入時のエネルギーを安全に拡散させるための巧妙な耐熱シールドも必要となる。

### スペースシップワン
ヴァージン・ギャラクティックのロケットではないが、スペースシップワンはヴァージン・ギャラクティックの機体の直接の前身であり、コンセプトの実現可能性を実証する役割を果たした。スペースシップワンは、ハイブリッドロケットエンジンを使用し、最高速度910 m/s (3,000 ft/s)の弾道飛行が可能な実験的な空中発射ロケット推進航空機だった。この設計は、主翼の後半分とツインテールのブームが、主翼の長さ方向に走るヒンジに沿って70度上向きに折り畳まれるユニークな「フェザリング」大気圏再突入システムを特徴としており、これにより、安定性を保ちながら抗力を増加させることができる。スペースシップワンは2004年、初の有人民間宇宙飛行を成功させた。同年、1,000万米ドルのアンサリX賞を受賞し、ただちに現役を引退した。母機は「ホワイトナイト」と名付けられた。両機は、ポール・アレンとバート・ルータンの航空機会社スケールド・コンポジッツとの合弁会社であるモハーヴェ・エアロスペース・ベンチャーズによって開発・飛行された。アレンは約2500万米ドルの資金を提供した。
ルータンは、このプロジェクトに関する構想は1994年の早い時期から始まっており、2004年の達成までのフルタイムの開発サイクル期間は約3年であったと述べている。スペースシップワンが初めて超音速飛行を達成したのは2003年12月17日で、この日はライト兄弟による歴史的な動力飛行の100周年でもあった。スペースシップワンの最初の公式宇宙飛行は、フライト15Pとして知られ、マイク・メルヴィルが操縦した。そのフライトの数日前、モハーヴェ航空宇宙港は米国初の商業宇宙港として認可された。そのフライトの数時間後、メルヴィルは米国初の民間宇宙飛行士となった。プロジェクト全体の名称は「Tier One」であり、後継宇宙船で最初の乗客を宇宙に運ぶことを標に「Tier 1b」へと発展した。
スペースシップワンの公式型式名称は Scaled Composites Model 316 である。

### スペースシップツー
スケール・コンポジッツ モデル339 スペースシップツー（Scaled Composites Model 339 SpaceShipTwo, SS2）は、宇宙旅行向けの空中発射式弾道飛行スペースプレーンである。ヴァージン・ギャラクティックが所有する、カリフォルニア州を拠点する企業スペースシップ・カンパニーによって製造される。
スペースシップツーは、母機であるホワイトナイトツーによって打ち上げ高度まで運ばれた後、ロケットエンジンの動力によって大気圏上層まで飛行する。その後、地球に滑空して戻り、通常の滑走路着陸を行う。宇宙船は2009年12月7日、カリフォルニア州のモハーヴェ航空宇宙港で一般公開された。2013年4月29日、約3年にわたる無動力試験の後、建造された最初の宇宙船が初の動力試験飛行に成功した。
ヴァージン・ギャラクティックは、5機のスペースシップツー・スペースプレーンを民間旅客機として運航する計画で、以前から予約を受け付けており、 弾道飛行チケットの最新価格は250,000米ドルである。このスペースプレーンは、NASAや他の組織の科学的ペイロードの運搬にも使用される可能性がある。

#### VSSエンタープライズ
VSSエンタープライズ（機体記号: N339SS）は、スケールド・コンポジッツがヴァージン・ギャラクティックのために建造したスペースシップツー（SS2）スペースプレーンの初号機である。2004年の時点では、ヴァージン・ギャラクティック社が計画する5機の商業用弾道飛行SS2宇宙船のうちの1機目として計画されていた。また、記録を塗り替えたスペースシップワンの設計をスケールアップした、スケールド・コンポジット社の339型スペースシップツー級の最初の宇宙船でもある。
VSSエンタープライズの名称は、『スタートレック』のテレビシリーズに登場するUSSエンタープライズにちなんだものである。また、このスペースプレーンは、NASAのスペースシャトル試作機や空母USSエンタープライズとも名前を共有している。2009年12月7日にロールアウトされた。
スペースシップツーは2013年4月に初の動力飛行を行った。リチャード・ブランソンは「これ以上ないほどスムーズにいった」と述べた。
2014年10月31日、テスト飛行中に最初のスペースシップツーVSSエンタープライズが飛行中に破損し、モハーヴェ砂漠に墜落した。予備調査では、降下装置の展開が早すぎたことが示唆された。パイロットの1人、マイケル・アルスベリーは死亡し、もう1人は墜落する宇宙船からパラシュートで降下した後、肩に重傷を負って手当てを受けた。

#### VSSユニティ
2機目のスペースシップツー宇宙船、VSSユニティは2016年2月19日に公開された。宇宙船は2016年9月に地上でのシステム統合テストを完了した。宇宙（高度80 km以上）への初飛行であるVSS Unity VP03は2018年12月13日に行われた。
VSSユニティ（ヴァージン・スペース・シップ・ユニティ、機体記号：N202VG）は、以前はVSSボイジャーと呼ばれていた、スペースシップツー級の弾道飛行ロケット推進有人スペースプレーンである。ヴァージン・ギャラクティックの船団の一部として使用された。

### スペースシップIII
スペースシップIII（SS3、ローマ数字のIIIとも、旧名称スペースシップスリー）は、スペースシップツーに続くヴァージン・ギャラクティックによる将来のスペースプレーン。2021年2月25日にヴァージン・ギャラクティックのTwitterアカウントで初めて予告され、2021年3月30日にスペースシップIII初号機のロールアウトを発表した。
2024年現在飛行しておらず、製造済の機体も新型のDelta Class開発のための地上試験などに転用されることが報じられている。

## 打ち上げの統計

### ロケット
- スペースシップワン
- スペースシップツー (VSSエンタープライズ)
- スペースシップツー (VSSユニティ)

### 結果
- 成功
- 失敗

### 飛行種別
- 滑空
- 搬送
- コールドフローフライト
- 動力飛行

## フライト

### スペースシップワンのフライト
ライト兄弟による初の動力飛行から100周年を迎えた2003年12月17日、スペースシップワンは、ブライアン・ビニーが操縦するフライト11Pで初のロケット動力飛行を行い、民間で初めて超音速飛行を達成した
:8。

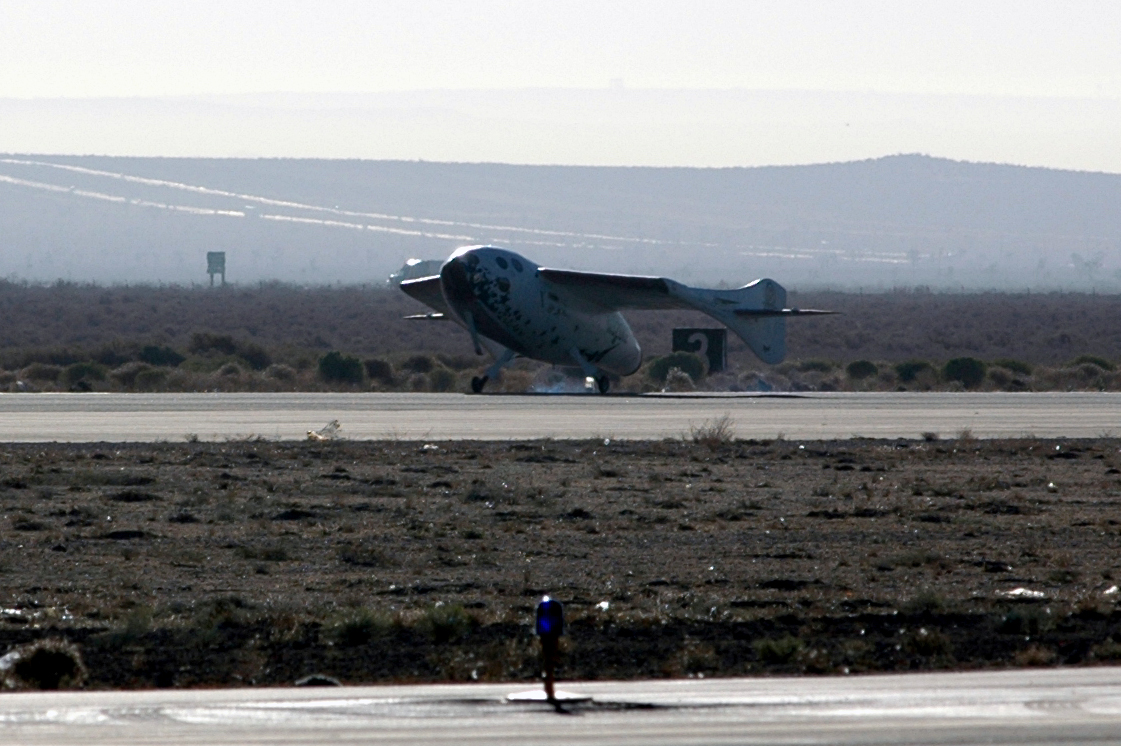
着陸するスペースシップワン

スペースシップワンの飛行はすべて、モハーベ空港民間飛行テストセンターから行われた。2003年5月20日のフライト01から、飛行には番号が振られている。ミッションの種類を示すために、番号には1文字か2文字が付加されている。Cはキャプティブ・キャリー、Gは無動力滑空、Pは動力飛行を示す。実際の飛行が意図された飛行とカテゴリーが異なる場合、2つの文字が付加され、1つ目は意図されたミッションを示し、2つ目は実際に行われたミッションを示す。
| フライト | 日時           | 最高速度   | 高度       | 経過時間  | 操縦士               |
| -------- | -------------- | ---------- | ---------- | --------- | -------------------- |
| 01C      | 2003年5月20日  |            | 14.63 km   | 1時間48分 | 無人                 |
| 02C      | 2003年7月29日  |            | 14 km      | 2時間06分 | マイク・メルヴィル   |
| 03G      | 2003年8月7日   | 278 km/h   | 14.33 km   | 19分00秒  | マイク・メルヴィル   |
| 04GC     | 2003年8月27日  | 370 km/h   | 14 km      | 1時間06分 | マイク・メルヴィル   |
| 05G      | 2003年8月27日  | 370 km/h   | 14.69 km   | 10分 30 s | マイク・メルヴィル   |
| 06G      | 2003年9月23日  | 213 km/h   | 14.26 km   | 12分15秒  | マイク・メルヴィル   |
| 07G      | 2003年10月17日 | 241 km/h   | 14.08 km   | 17分49秒  | マイク・メルヴィル   |
| 08G      | 2003年11月14日 | 213 km/h   | 14.42 km   | 19分55秒  | ピーター・シーボルド |
| 09G      | 2003年11月19日 | 213 km/h   | 14.72 km   | 12分25秒  | マイク・メルヴィル   |
| 10G      | 2003年12月4日  | 213 km/h   | 14.75 km   | 13分14秒  | ブライアン・ビニー   |
| 11P      | 2003年12月17日 | マッハ1.2  | 20.67 km   | 18分10秒  | ブライアン・ビニー   |
| 12G      | 2004年3月11日  | 232 km/h   | 14.78 km   | 18分30秒  | ピーター・シーボルド |
| 13P      | 2004年4月8日   | マッハ1.6  | 32.00 km   | 16分27秒  | ピーター・シーボルド |
| 14P      | 2004年5月13日  | マッハ2.5  | 64.43 km   | 20分44秒  | マイク・メルヴィル   |
| 15P      | 2004年6月21日  | マッハ2.9  | 100.124 km | 24分05秒  | マイク・メルヴィル   |
| 16P      | 2004年9月29日  | マッハ2.92 | 102.93 km  | 24分11秒  | マイク・メルヴィル   |
| 17P      | 2004年10月4日  | マッハ3.09 | 112.014 km | 23分56秒  | ブライアン・ビニー   |

このフライトには、チャック・コールマンが所有し操縦するエクストラ EA-300とビーチクラフト スターシップの2機の随伴機が同行した。

### スペースシップツー

#### VSSエンタープライズのフライト
出典：

##### 凡例
| コード | 詳細             |
| ------ | ---------------- |
| GFxx   | 滑空             |
| CCxx   | 搬送             |
| CFxx   | コールドフロー   |
| PFxx   | 動力飛行         |
| Fxx    | フェザリング展開 |

##### フライト
| 飛行番号    | 日時           | 経過時間 | 最高高度                          | 最高速度                                | 操縦士 / 副操縦士                     | 備考                                       |
| ----------- | -------------- | -------- | --------------------------------- | --------------------------------------- | ------------------------------------- | ------------------------------------------ |
| 41 / GF01   | 2010年10月10日 | 13分     | 46,000フィート (14,000 m)         | 180ノット (210 mph; 330 km/h) EAS 2 g   | シーボルド / アルスベリー             |                                            |
| 44 / GF02   | 2010年10月28日 | 10分51秒 |                                   | 230ノット (260 mph; 430 km/h) EAS 3 g   | スタッキー / アルスベリー             |                                            |
| 45 / GF03   | 2010年11月17日 | 11分39秒 |                                   | 246ノット (283 mph; 456 km/h) EAS 3.5 g | シーボルド / ニコルズ                 |                                            |
| 47 / GF04   | 2011年1月13日  | 11分34秒 |                                   | 250ノット (290 mph; 460 km/h) EAS 3.8 g | スタッキー / ニコルズ                 |                                            |
| 56 / GF05   | 2011年4月22日  | 14分31秒 |                                   |                                         | シーボルド / シェーン                 |                                            |
| 57 / GF06   | 2011年4月27日  | 16分7秒  |                                   |                                         | スタッキー / アルスベリー             |                                            |
| 58 / GF07   | 2011年5月4日   | 11分5秒  | 51,500フィート (15,700 m)         | 15,500フィート毎分 (4,700 m/min)        | シーボルド / ニコルズ                 | F01                                        |
| 59 / GF08   | 2011年5月10日  | 13分2秒  |                                   |                                         | スタッキー / シェーン                 |                                            |
| 60 / GF09   | 2011年5月19日  | 11分32秒 |                                   |                                         | シーボルド / ビニー                   |                                            |
| 61 / GF10   | 2011年5月25日  | 10分14秒 | 50,000フィート (15,000 m)以上     |                                         | スタッキー / ビニー                   | F02                                        |
| 62 / (CC12) | 2011年6月9日   |          |                                   |                                         | シーボルド / シェーン                 | GF11を意図した飛行中のリリース不良         |
| 64 / GF11   | 2011年6月14日  | 13分18秒 |                                   |                                         | シーボルド / シェーン                 |                                            |
| 65 / GF12   | 2011年6月15日  | 10分32秒 |                                   |                                         | スタッキー / ニコルズ                 |                                            |
| 66 / GF13   | 2011年6月21日  | 8分55秒  |                                   |                                         | シーボルド / ニコルズ                 |                                            |
| 67 / GF14   | 2011年6月23日  | 7分33秒  |                                   |                                         | スタッキー / ニコルズ                 |                                            |
| 68 / GF15   | 2011年6月27日  | 7分39秒  |                                   |                                         | シーボルド / ビニー                   |                                            |
| 73 / GF16   | 2011年9月29日  | 7分15秒  |                                   |                                         | スタッキー / ニコルズ / パーソール    | F03                                        |
| 87 / GF17   | 2012年6月26日  | 11分22秒 |                                   |                                         | シーボルド / アルスベリー             |                                            |
| 88 / GF18   | 2012年6月29日  | 13分     |                                   |                                         | スタッキー / マッケイ                 |                                            |
| 90 / GF19   | 2012年7月18日  | 10分39秒 |                                   |                                         | シーボルド / ニコルズ                 |                                            |
| 91 / GF20   | 2012年8月2日   | 8分      |                                   |                                         | スタッキー / ニコルズ                 | F04                                        |
| 92 / GF21   | 2012年8月7日   | 9分52秒  |                                   |                                         | シーボルド / コルマー                 | F05                                        |
| 93 / GF22   | 2012年8月11日  | 8分2秒   |                                   |                                         | スタッキー / ビニー                   |                                            |
| 109 / GF23  | 2012年12月19日 | 13分24秒 |                                   |                                         | スタッキー / アルスベリー             |                                            |
| 113 / GF24  | 2013年4月3日   | 9分      |                                   |                                         | スタッキー / ニコルズ                 | F06                                        |
| 114 / CF01  | 2013年4月12日  | 10分48秒 |                                   |                                         | スタッキー / アルスベリー             |                                            |
| 115 / PF01  | 2013年4月29日  | 13分     | 56,000フィート (17,000 m)         | マッハ1.22                              | スタッキー / アルスベリー             |                                            |
| 130 / GF25  | 2013年7月25日  | 11分52秒 |                                   |                                         | スタッキー / マッケイ                 |                                            |
| 131 / GF26  | 2013年8月8日   | 10分     |                                   |                                         | スタッキー / マッケイ                 | F07                                        |
| 132 / PF02  | 2013年9月5日   | 14分     | 69,000フィート (21,000 m)         | マッハ1.43                              | スタッキー / ニコルズ                 | F08                                        |
| 141 / GF27  | 2013年12月11日 | 11分     |                                   |                                         | スタッキー / マスッチ                 |                                            |
| 147 / PF03  | 2014年1月10日  | 12分43秒 | 72,000フィート (22,000 m)         | マッハ1.4                               | マッケイ / スタッキー                 | F09                                        |
| 149 / GF28  | 2014年1月17日  | 14分12秒 |                                   |                                         | シーボルド / フレドリック・スターカウ |                                            |
| 156 / GF29  | 2014年7月29日  | 12分     |                                   |                                         | マスッチ / シーボルド                 |                                            |
| 164 / CF02  | 2014年8月28日  | 13分     |                                   |                                         | シーボルド / アルスベリー             |                                            |
| 170 / GF30  | 2014年10月7日  | 10分30秒 |                                   |                                         | シーボルド / スターカウ               | F10                                        |
| ?? / PF04   | 2014年10月31日 | 0分13秒  | おおよそ50,000フィート (15,000 m) | 不明（少なくともマッハ0.92）            | シーボルド / アルスベリー             | 意図しないフェザリングが飛行中の機体を破壊 |

#### VSSユニティのフライト

##### 凡例
| コード | 詳細             |
| ------ | ---------------- |
| GFxx   | 滑空             |
| CCxx   | 搬送             |
| CFxx   | コールドフロー   |
| PFxx   | 動力飛行         |
| Fxx    | フェザリング展開 |

##### フライト
| 飛行番号           | 日時           | 経過時間 | 最高高度             | 最高速度   | 操縦士 / 副操縦士 / 同乗者                                                                         | 備考 |
| ------------------ | -------------- | -------- | -------------------- | ---------- | -------------------------------------------------------------------------------------------------- | --- |
| 01 / CC01          | 2016年9月8日   |          | 15.2 km (50,000 ft)  |            | スタッキー / マッケイ                                                                              | [ 51 ] |
| 02 / CC02          | 2016年11月1日  |          |                      |            | | 強風、GF01として意図されたフライト中のリリースなし                                                                 |
| 03 / CC03          | 2016年11月3日  |          |                      |            | | 強風、GF01として意図されたフライト中のリリースなし                                                                 |
| 04 / CC04          | 2016年11月30日 |          |                      |            | | 小変更の試験 |
| 05 / GF01          | 2016年12月3日  | 10分     | 16.8 km (55,000 ft)  | マッハ0.6  | スタッキー / マッケイ                                                                              | 初めての滑空 |
| 06 / GF02          | 2016年12月22日 |          |                      |            | スタッキー / マッケイ                                                                              | [ 58 ] |
| 07 / GF03          | 2017年2月24日  |          |                      |            | スターカウ / マッケイ                                                                              | 3回目の滑空 |
| 08 / GF04          | 2017年5月1日   |          |                      |            | スタッキー / マスッチ                                                                              | F01 |
| 09 / CF01          | 2017年6月1日   |          |                      |            | マッケイ / スターカウ                                                                              | [ 60 ] |
| 10 / GF06          | 2017年8月4日   |          |                      |            | マッケイ / スターカウ                                                                              | 主推進機関を搭載しての初めてのフライト                                                                             |
| 11 / GF07          | 2018年1月11日  |          |                      | マッハ0.9  | スタッキー / マスッチ                                                                              | [ 63 ] [ 64 ] [ 65 ] [ 66 ]                                                                                        |
| 12 / PF01          | 2018年4月5日   |          | 25.7 km (84,300 ft)  | マッハ1.87 | スタッキー / マッケイ                                                                              | F02 |
| 13 / PF02          | 2018年5月29日  |          | 34.9 km (114,501 ft) | マッハ1.9  | マッケイ / スタッキー                                                                              | 初めて客席を搭載したことに伴う重心位置変更のテスト。F03                                                            |
| 14 / PF03          | 2018年7月26日  |          | 52.1 km (170,800 ft) | マッハ2.47 | マッケイ / マスッチ                                                                                | 初めての中間圏到達。                                                                                               |
| 15 / VP-03         | 2018年12月13日 |          | 82.7 km (271,330 ft) | マッハ2.9  | スタッキー / スターカウ                                                                            | アメリカ合衆国の「宇宙との境界」の定義によれば、初めての宇宙到達。                                                 |
| 16 / VF-01         | 2019年2月22日  |          | 89.9 km (295,007 ft) | マッハ3.04 | マッケイ / マスッチ / モーゼス                                                                     | 初めての3名搭乗（1名は客室）                                                                                       |
| 17 / GF08          | 2020年5月1日   |          | 15.24 km (50,000 ft) | マッハ0.7  | マッケイ / スターカウ                                                                              | ニューメキシコからの初飛行                                                                                         |
| 18 / GF09          | 2020年6月25日  |          | 15.54 km (51,000 ft) | マッハ0.85 | スタッキー / マスッチ                                                                              | |
| 19                 | 2020年12月12日 |          |                      |            | マッケイ / スターカウ                                                                              | ニューメキシコからの初の有人宇宙飛行を試みたが、コンピューターの故障により中止、エンジンは点火したが自動停止した。 |
| 21 / VF-03         | 2021年5月22日  |          | 89.23 km (55.45 mi)  |            | マッケイ / スターカウ                                                                              | ニューメキシコからの初の有人宇宙飛行（高度80km以上）                                                               |
| 22                 | 2021年7月11日  |          | 86.1 km (53.5 mi)    |            | マッケイ / マスッチ / シリシャ・バンドラ、コリン・ベネット、ベス・モーゼス、リチャード・グランソン | リチャード・ブランソンを含む、初めての定員搭乗でのフライト                                                         |
| 24 / GF10          | 2023年4月26日  | 9分      | 13.5 km (47,000 ft)  |            | スターカウ / ペシル                                                                                | [ 83 ] |
| 25                 | 2023年5月25日  | 14分     | 87.2 km (54.2 mi)    | マッハ2.94 | マスッチ / スターカウ / モーゼス / メイズ / ギルバート / ヒューイ                                  | [ 84 ] [ 85 ] |
| ギャラクティック01 | 2023年6月29日  | 13:50分  | 85.1 km (52.9 mi)    | マッハ2.88 | マスッチ / ペシル / ヴィラデイ / カールッチ / パンドルフィ / ベネット                              | イタリア空軍のメンバーを乗せたVSSユニティでの初めての商業飛行。                                                    |